# Арие, Рафаэль
Рафаэль Арие (болг. Рафаел Арие, итал. Raffaele Arié; 1920, София — 1988, Швейцария) — болгарско-итальянский певец (бас) еврейского происхождения.
Первоначально учился играть на скрипке, однако затем голос Арие был замечен известным болгарским педагогом Христо Брамбаровым. Дебютировал в 1939 г. в Софии в басовой партии в оратории Генделя «Мессия». Затем учился в Италии у Рикардо Страччари, Аполло Гранфорте, Карло Тальябуэ. В 1946 г. выиграл Международный конкурс исполнителей в Женеве. В 1946 году он дебютировал в Ла Скала в опере "Любовь к трем апельсинам". В 1948 году он пел в театре Доницетти в Бергамо, в 1949 году он исполнил партию Варлаама в опере "Борис Годунов" в театре Ла Фениче в Венеции . В дальнейшем жил, главным образом, в Италии. Несколько сезонов выступал в театре Ла Скала. В 1951 г. пел в Венеции в мировой премьере оперы Игоря Стравинского «Похождения повесы» под руководством автора. В 1953 г. выступил в партии Командора в опере Моцарта «Дон Жуан», поставленной Вильгельмом Фуртвенглером для Зальцбургского фестиваля, — это исполнение считается одним из наиболее выдающихся. В 1960 и 1961 гг. на том же фестивале пел Великого инквизитора в «Доне Карлосе». Среди других заметных партий Арие — Борис в «Борисе Годунове» и Иван Хованский в «Хованщине» Мусоргского, Мефистофель в «Фаусте» Гуно. В 1978 г. Арие завершил сценическую карьеру и оставшуюся часть жизни преподавал в Израиле.